# 方成培
方成培（?—?），字仰松，號后岩，別字岫云詞逸。歙縣人。清代戲劇作家。
生于清康熙五十二年（1713年）（一說1731年）。幼年多病。善词曲，精音律，尤工於戲曲，布衣终生。晚年出游，約嘉庆十三年（1808年）（一說1789年）卒於漢皋（今漢口）。
著有《雷峰塔传奇》四卷、《香研居词尘》四卷、《香研居谈咫》一卷、《听奕轩小稿》三卷、《方仰松词榘》十三卷等。